# التعليم في اليابان
التعليم في اليابان لا يقتصر فقط على التعليم الذي يجري في المدارس، بل يتعداه إلى التعليم الاجتماعي والتعليم المنزلي والتعليم في الشركات.

## مصطلح التعليم
التعليم في اللغة اليابانية يعني «كيو-إكو» (教育) وهي تتكون من حرفين «كيو» (教) والذي يعني «التشجيع على التقليد» (بمعنى تقليد ما يفعل الآخرون، وهو أساس عملية التعليم) وحرف «إكو» (育) والذي يعني «تربية الطفل» وهذين الحرفين يعبران عن جوهر العملية التعليمية في اليابان حيث بدأ استخدام هذه الكلمة من فترة إيدو.[بحاجة لمصدر]

## التاريخ

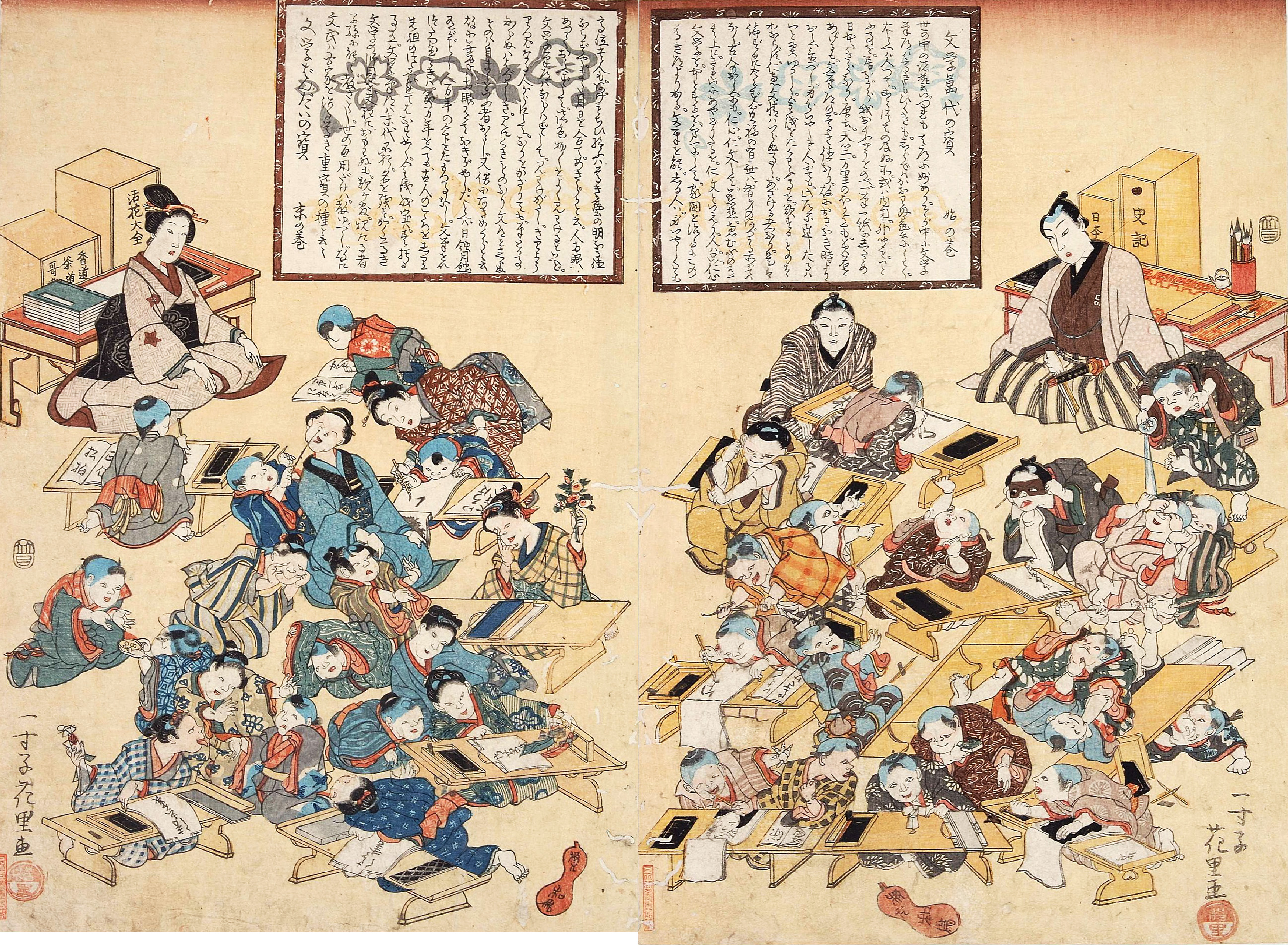
رسم يمثل مدارس "تيراكويا" في فترة إيدو.

وضع أول نظام تعليمي في اليابان في عام 701 بموجب قانون تايهو، وتتالت بعدها التعليم في طبقات عشائر النبلاء والساموراي. مع حلول فترة إيدو، بدء بإتاحة التعليم لعامة الشعب في ما يشبه الكتاتيب والتي تدعى "تيراكويا. ومع حلول فترة ميجي وضع النظام الحديث في التعليم الذي يقسمه لعدة مراحل يشابه ما هو معمول فيه في العصر الحالي. نظام التعليم الحالي بدء بالعمل به في ما بعد الحرب العالمية الثانية والذي وضع وفقا لدستور اليابان وقانون التعليم الأساسي في اليابان.

## النظام التعليمي

### رياض الأطفال
عادة ما يبدأ التعليم في مراحله الأولى في المنزل، حيث هناك عدد كبير من الكتب التعليمية الموجهة للأطفال للأعمار دون سن المدرسة بالإضافة إلى البرامج التلفزيونية التعليمية المخصصة للأطفال والتي تساعد الآباء على تعليم أطفالهم. غالبا ما ينصب التعليم المنزلي على تعليم الآداب والسلوك الاجتماعي المناسب واللعب المنظم، بالإضافة إلى المهارات الأساسية في قراءة الحروف والأرقام وبعض الأناشيد الشهيرة.
عادة ما يضع الآباء العاملين أطفالهم في رياض للأطفال تدعى «يوتشي-إن» يعمل فيها على الغالب شابات صغيرات يكن في معظمهم طالبات معاهد أو جامعات في أوقات فراغهن وتكون تحت إشراف وزارة التعليم، ولكنها لا تعتبر جزءا من نظام التعليم الرسمي الذي يبدأ في العادة من المرحلة الابتدائية.
بالإضافة إلى رياض الأطفال الذي يكون هدفه تعليميا، هناك رياض للأطفال لرعاية أطفال الآباء العاملين تدعى هويكو-إن) تعمل تحت إشراف وزارة العمل.
تبلغ نسبة الأطفال الذين يذهبون إلى رياض الأطفال قبل المدرسة الابتدائية حوالي 90% وغالبا ما يعلم فيها المهارات الاجتماعية الأساسية، قراءة الحروف والأرقام والتعرف على البيئة والعلاقات الإنسانية.

### المرحلة الابتدائية
تفوق نسبة الأطفال الملتحقين بالمرحلة الابتدائية في اليابان نسبة 99% حيث هي مرحلة تعليم إلزامي. يدخل الأطفال عادة المدرسة الابتدائية بعمر 6 سنوات ويعتبر دخول المدرسة الابتدائية من أهم أحداث حياة الطفل له وللأسرة.
معظم المدارس الابتدائية في اليابان هي مدارس حكومية ولا يتعدى نسبة المدارس الخاصة 1% حيث أن المدارس الخاصة مكلفة عن المدارس الحكومية.

### المدارس الإعدادية
تمتد فترة المدرسة الإعدادية لثلاث سنوات من الصف السابع إلى الصف التاسع وهي ضمن فترة التعليم الإلزامي، حيث يتراوح أعمار التلاميذ بين 12 إلى 15 عام.
معظم المدارس الإعدادية هي مدارس حكومية، ولا تتجاوز نسبة المدارس الخاصة 5% وذلك بسبب ارتفاع كلفتها التي تبلغ حوالي 5 أضعاف كلفة المدارس الحكومية.
يقوم المعلمون بتدريس المواد حسب الاختصاص، وأكثر من 80% منهم هم خريجي كليات جامعة ذات فترة 4 سنوات تعليمية. يحدد مدرس مسؤول عن كل صف، إلا أنه يكون مسؤول عن تدريس مادة اختصاصية لذلك يمضي وقته في التنقل بين الصفوف لتدريس مادته الاختصاصية ويمضي الوقت المتبقي في متابعة أمور طلاب صفه.

### المدارس الثانوية
انظر أيضا: التعليم الثانوي في اليابان
على الرغم من أن التعليم الثانوي غير إلزامي في اليابان إلا أن نسبة كبيرة من طلاب المرحلة الإعدادية يتابعون تعليمهم الثانوي.
تبلغ نسبة المدارس الخاصة حوالي 55% ولا يوجد أي مدرسة ثانوية مجانية سواء كانت خاصة أم حكومية. تبلغ كلفة التعليم الوسطية للطالب الواحد في المرحلة الثانوية حوالي 300 ألف ين ياباني سنويا في المدارس العامة، وضعف ذلك المبلغ في المدارس الخاصة.
تعتبر المدارس الثانوية هي مرحلة تحضيرية للدراسة في الجامعة، لذلك يكون التعليم فيها قاسيا والمعلومات فيها مركزة.

### الجامعات والمعاهد
في 2005 بلغ عدد طلاب الجامعات في اليابان 2.8 مليون طالب مسجلون في 726 جامعة. معظم الجامعات تكون مدة الدراسة فيها 4 سنوات وتمنح درجة البكالوريوس، والبعض تكون لمدة ست سنوات خاصة في المهن الاحترافية مثل الطب. هناك ثلاث أنواع من الجامعات
- جامعات وطنية: يبلغ عددها 96 جامعة
- جامعات محلية: تشرف عليها حكومات المحافظات والمدن المحلية يبلغ عددها 39
- جامعات خاصة: يبلغ عددها 372 جامعة

يبلغ متوسط كلفة الدراسة الجامعة للعام الواحد حوالي 1.4 مليون ين ياباني، ويعتبر من أعلى المصاريف بالنسبة للآباء، لذلك غالبا ما يعمل الأبناء أعمال إضافية مؤقتة بالإضافة إلى دروسهم الجامعية لتحصيل مصروفهم.

## اقرأ أيضا
- مونبوشو
- بطاقة اللغة المحلية
- التعليم الاجتماعي في اليابان
- التعليم في إمبراطورية اليابان
- التقدير الأكاديمي في اليابان
- هينساتشي (معيار)
- وجبة الغداء المدرسية في اليابان

## وصلات خارجية
- الموقع الرسمي لوزارة التعليم اليابانية
- التعليم في اليابان- مرحلة رياض الأطفال-[وصلة مكسورة]، مقالة على نول.